# Rhizocarpon arctogenum
Rhizocarpon arctogenum är en lavart som beskrevs av Gelting. Rhizocarpon arctogenum ingår i släktet Rhizocarpon och familjen Rhizocarpaceae.   Inga underarter finns listade i Catalogue of Life.